# Gozha Co
Gozha Co (kinesiska: Guozha Cuo, 郭扎错) är en sjö i Kina. Den ligger i den autonoma regionen Tibet, i den sydvästra delen av landet, omkring 1 100 kilometer nordväst om regionhuvudstaden Lhasa. Gozha Co ligger 5 080 meter över havet. Arean är 251 kvadratkilometer. Trakten runt Gozha Co består i huvudsak av gräsmarker. Den sträcker sig 14,4 kilometer i nord-sydlig riktning, och 29,6 kilometer i öst-västlig riktning.
Genomsnittlig årsnederbörd är 253 millimeter. Den regnigaste månaden är augusti, med i genomsnitt 52 mm nederbörd, och den torraste är november, med 2 mm nederbörd.